# Tau Fornacis
Tau Fornacis är en vit stjärna i huvudserien i Ugnens stjärnbild. Den går även under beteckningen HD 22789.
Stjärnan har visuell magnitud +6,01 och är knappt synlig för blotta ögat vid mycket god seeing.